# 舞島美織
舞島 美織（まいじま みおり、1978年2月3日 - ）は、日本のAV女優。血液型:A型。

## 略歴
初体験は14歳のときに1歳上の先輩と行った。デビュー前は日本料理店で働いていた。1997年1月に、お正月番組にテレビ出演、負けたら服を脱いでいく番組であった。同年5月にAVデビューした。
最初にAVでからんだ相手は山本竜二であった。
2009年6月、XCITYのシャイニングメモリーズの懐かしのAV女優として取り上げられた。

## 出演作品

### アダルトビデオ
- シルエットキッス 4（1997年5月27日、シャイ企画） ※デビュー作[4]
- ヴィンテージヒロイン（1997年6月25日、アトラス21）
- NEO出血大制服 33（1997年7月15日、アトラス21）[1]
- 私を感じて!!（1997年8月31日、シャイ企画）[1]
- 美乳 家庭教師（1997年9月25日、アイビック）
- 美乳新妻（1997年10月25日、アイビック）
- SEXY倶楽部 '97 第2巻（1997年11月23日、宇宙企画）他出演:永嶋あや ほか[1]

DVD再録作品
- 女神Vol.1（2003年2月2日、メディアバンク）他多数出演
- ゴージャスオナニー Deluxe（2008年3月11日、メディアバンク）他多数出演
- 女子校生痴漢電車 DELUXE（2008年4月日、メディアバンク）他多数出演
- 潮吹きオナニー Deluxe 2（2009年3月16日、メディアバンク）他多数出演
- NEO出血大制服 完全版1（2010年8月4日、メディアバンク）他多数出演

## 電子書籍

### デジタル写真集
- 大人の絵本 （2002年8月8日、オレンジハウス）